# Sandersdorf
Sandersdorf er en kommune i Landkreis Anhalt-Bitterfeld den tyske delstat Sachsen-Anhalt.

## Geografi
Sandersdorf ligger ca. 5 km vest for Bitterfeld-Wolfen og 27 km nordøst for Halle.
Til kommunen hører følgende bydele og landsbyer: Heideloh, Sandersdorf, Renneritz, Zscherndorf og Ramsin.